# Muminki

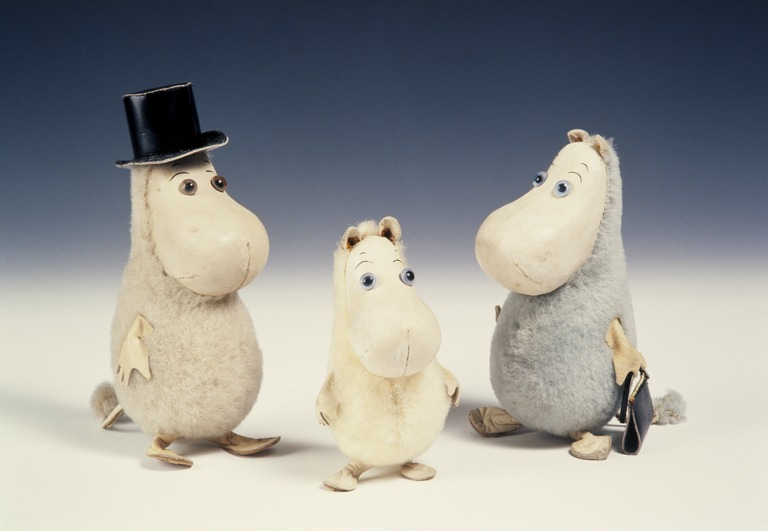
Muminki

Muminki (szw. Mumintrollen) – fikcyjne istoty o antropomorficznej budowie ciała (nieco podobne do hipopotamów, ale dwunożne), zamieszkujące pewną dolinę gdzieś w Finlandii, bohaterowie cyklu dziewięciu książek i dwudziestu dwóch komiksów fińskiej (piszącej po szwedzku) autorki Tove Jansson, oraz pięćdziesięciu dwóch komiksów brata Tove, Larsa Janssona. Pierwsza książka o Muminkach, Małe trolle i duża powódź, została opublikowana przez Tove Jansson w 1945 (pierwsza wersja powstała już zimą 1939 roku), a pierwszy komiks Mumintrollet och jordens undergång zaczął ukazywać się w częściach w 1947 roku w szwedzkojęzycznym lewicowym czasopiśmie „Ny Tid”.
Wszystkie książki o Muminkach odniosły sukces: zostały przełożone na ponad trzydzieści języków. Muminki doczekały się też swojej wersji teatralnej, filmowej (między innymi serial zrealizowany w Polsce w Studio Małych Form Filmowych Se-ma-for), radiowej, telewizyjnej i komiksowej. Świat, w którym żyją Muminki, pełen jest rozmaitych stworzeń – żyją w nim Paszczaki, Hatifnatowie, Mimble – każde z nich ma swój punkt widzenia na świat, swój charakter i temperament.
W Tampere, trzecim co do wielkości fińskim mieście, mieści się Muzeum Muminków. Natomiast w Naantali, miejscowości położonej niedaleko Turku, powstał park rozrywki „Dolina Muminków”.

## Książki

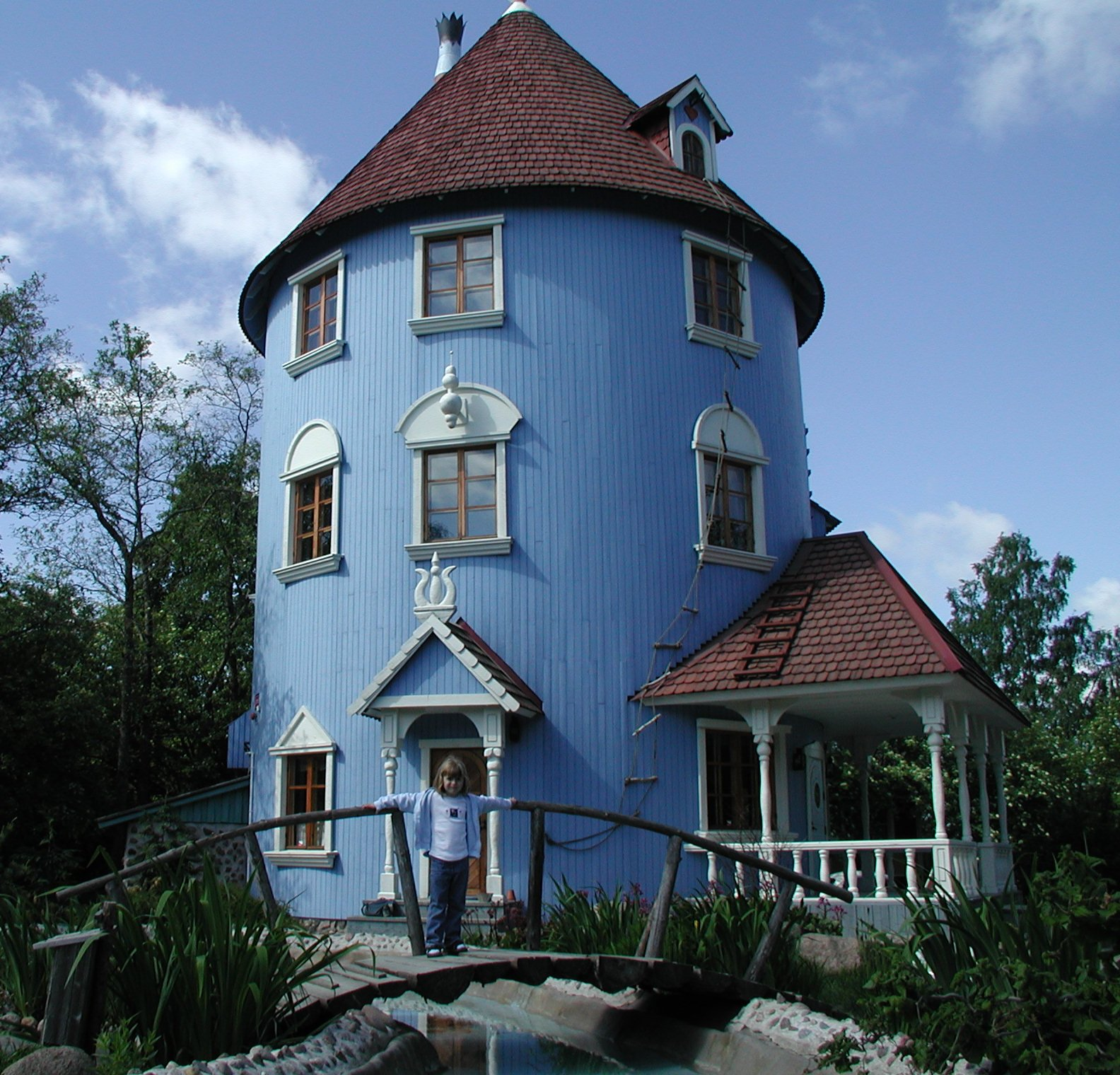
Dom Muminków według projektu Tove Jansson w Parku Dolina Muminków, Naantali

1. Małe trolle i duża powódź (oryg. Småtrollen och den stora översvämningen, 1945; pierwsze polskie wydanie z 1995 w tłum. Teresy Chłapowskiej)
  - Opowiadanie, którego głównym wątkiem są poszukiwania Tatusia Muminka przez Muminka i jego mamę. Po raz pierwszy pojawia się również Ryjek, aczkolwiek jeszcze jako bezimienny zwierzaczek. Książka niezekranizowana jako anime.
2. Kometa nad Doliną Muminków (oryg. Kometjakten, 1946; wydanie zmienione – Mumintrollet på kometjakt, 1956, trzecia i ostateczna wersja – Kometen kommer, 1968; 1955[1]; pierwsze polskie wydanie z 1977 w tłum. Teresy Chłapowskiej)
  - Obszerniejsza niż część poprzednia książka o Muminkach. Powieść dotyczy nadejścia wielkiej komety, która zakłóca spokojne życie w Dolinie Muminków, oraz wyprawie bohaterów do obserwatorium w Górach Samotnych. Po raz pierwszy pojawiają się Włóczykij, Panna Migotka, Migotek, Paszczak i Piżmowiec. Jako anime zekranizowana w formie filmu pełnometrażowego.
3. W Dolinie Muminków (oryg. Trollkarlens hatt 1948; pierwsze polskie wydanie z 1964 w tłum. Ireny Szuch-Wyszomirskiej)
  - Powieść o niezwykłych zimie i lecie w Dolinie Muminków. Opisuje perypetie związane z kapeluszem Czarnoksiężnika, wyprawę na Samotną Wyspę Hatifnatów, opowieść o Królewskim Rubinie i historię Topika i Topci. Po raz pierwszy pojawia się Buka, po raz ostatni w serii występują Piżmowiec i Migotek.
4. Pamiętniki Tatusia Muminka (oryg. Muminpappans Bravader Skrivna av Honom Själv 1950, wydanie zmienione – Muminpappans memoarer 1968, fin. Muumipapan urotyöt; pierwsze polskie wydanie z 1978 w tłum. Teresy Chłapowskiej)
  - Pamiętniki... są historią młodości Tatusia Muminka, odpowiednio ubarwioną przez niego samego. Zawiera również informacje o rodzicach Włóczykija i Ryjka, a także o rodzinie Małej Mi. Ubarwienia Tatuś Muminka tłumaczy faktem, że jego pamięć popsuła się nieco z biegiem lat. Sam autor proponuje, by po przeczytaniu pamiętników, zacząć je czytać jeszcze raz. Po raz pierwszy pojawiają się Mała Mi i Mimbla.
5. Lato Muminków (oryg. Farlig midsommar 1954; pierwsze polskie wydanie z 1967 w tłum. Ireny Szuch-Wyszomirskiej)
  - Historia wielkiej powodzi, która pozbawiła bohaterów domu, ale również skłoniła do rozwinięcia działalności artystycznej. Tatuś Muminka tworzy wówczas sztukę teatralną, zatytułowaną Narzeczone lwa, czyli więzy pokrewieństwa. Po raz pierwszy pojawia się Homek i Bufka.
6. Zima Muminków (oryg. Trollvinter 1957; pierwsze polskie wydanie z 1969 w tłum. Ireny Szuch-Wyszomirskiej)
  - Opowieść o zimie, w czasie której Muminek obudził się i nie mógł znów zasnąć. Pozostawiony sam sobie musi nauczyć się reguł rządzących zimą. Po raz pierwszy pojawiają się Too-tiki i Przodek.
7. Opowiadania z Doliny Muminków (oryg. Det osynliga barnet 1962; pierwsze polskie wydanie z 1970 w tłum. Ireny Szuch-Wyszomirskiej)
  - Kilka historii z życia trolli, wizyta w ich małym świecie. Po raz pierwszy pojawia się Gapsa. Po raz ostatni pojawiają się Ryjek, Panna Migotka i Too-tiki. Niektóre z opowiadań zostały zekranizowane jako odcinki anime.
8. Tatuś Muminka i morze (oryg. Pappan och havet 1965; pierwsze polskie wydanie z 1977 w tłum. Teresy Chłapowskiej)
  - Historia o latarni morskiej, Latarniku, samotności i morzu. Uważana za pierwszą z dojrzałych książek o przygodach Muminków (obok Doliny Muminków w listopadzie). Ostatnie pojawienie się Buki (reszta postaci występujących w książce, poza Latarnikiem, pojawia się w następnej części we wspomnieniach innych bohaterów).
9. Dolina Muminków w listopadzie (oryg. Sent i november 1970; pierwsze polskie wydanie z 1980 w tłum. Teresy Chłapowskiej)
  - Historia o Muminkach, w której występują one tylko we wspomnieniach i opowieściach osób odwiedzających ich dom, podczas gdy sami przebywają na Wyspie. Ostatnia książka serii, niezekranizowana w formie anime.

### Inne książki przetłumaczone na język polski
- Co było potem? Książka o Mimbli, Muminku i Małej Mi (Hur gick det sen. 1952), tłumaczenie Ewa Kozyra-Pawlak, EneDueRabe 2011[2]
- Kto pocieszy Maciupka? (Vem ska trösta Knyttet? 1960), tłumaczenie Teresa Chłapowska, Nasza Księgarnia 1980, drugie tłumaczenie Ewa Kozyra-Pawlak, EneDueRabe 2013
- Niebezpieczna podróż (Den farliga resan 1977), tłumaczenie Teresa Chłapowska, Nasza Księgarnia 1986
- Łobuz w Domu Muminków (Skurken i Muminhuset 1980), tłumaczenie Teresa Chłapowska, Nasza Księgarnia 2025. Tłumaczenie zostało wydane wcześniej (2001) w jednym z numerów „Magazynu Rzeczpospolitej”.

## Bohaterowie
- Muminek (Mumintrollet) – zachwyca się światem, czerpie dużo radości nawet z tak małych przyjemności jak zbieranie kamieni i muszelek. Łatwowierny i naiwny, ma dobre serce i łagodne usposobienie. Do wszystkiego podchodzi niezwykle entuzjastycznie. Występuje we wszystkich książkach i komiksach poza Doliną Muminków w listopadzie (pojawia się tam jedynie we wspomnieniach Włóczykija).
- Mamusia Muminka (Muminmamman) – jest niezwykle wyrozumiała, cierpliwa i tolerancyjna. Nie ma informacji by miała jakiekolwiek imię. Mąż, przyjaciele i obcy mówią do niej po prostu: „Mamo Muminka”. Bardzo opanowana, zawsze zachowuje zimną krew, zwłaszcza jeśli w grę wchodzi dobro jej rodziny, która często nie jest świadoma jej opieki. Po części dlatego, że Mamusia wie, że każdy najlepiej uczy się na swoich błędach. Występuje we wszystkich książkach poza Doliną Muminków w listopadzie (pojawia się jedynie we wspomnieniach Tofta) oraz we wszystkich komiksach Tove Jansson poza Rabusiami.
- Tatuś Muminka (Muminpappan) – jest niewinny i chłopięcy. Nie ma własnego imienia. Wszyscy bliscy jak i obcy mówią do niego: „Tato Muminka”. Typ marzyciela i romantyka. Jest pisarzem, twórcą pamiętników, a nawet sztuki teatralnej. Uwielbia morze i burze. Jest bardzo dumny ze swojej pozycji w rodzinie, chociaż Mama Muminka traktuje go często z przymrużeniem oka. Występuje we wszystkich książkach poza Zimą Muminków i Doliną Muminków w listopadzie (pojawia się jedynie we wspomnieniach Paszczaka) oraz we wszystkich komiksach poza Rabusiami.
- Mała Mi (Lilla My) – mieszka wraz z rodziną Muminków. Jest tak mała, że może usiąść na dzbanku do mleka. Złośliwa i cyniczna, czasem nieco agresywna indywidualistka. Mówi to, co myśli, i robi to, co chce. Mimo to ma bardzo pozytywny stosunek do życia, choć bywa złośliwa wobec innych. Jest młodszą siostrą Mimbli, więc należy też do gatunku Mimbli. Po raz pierwszy pojawia się w Pamiętnikach Tatusia Muminka. Występuje również w Lecie Muminków, Zimie Muminków, Opowiadaniach z Doliny Muminków i w Tatusiu Muminka i morzu oraz w komiksach Tove Jansson. W Dolinie Muminków w listopadzie występuje jedynie we wspomnieniach Mimbli.
- Włóczykij (Snusmumriken) – syn Joka, jest filozofem-włóczęgą. Niezależny, beztroski, nie przywiązuje zbytniej wagi do jakichkolwiek dóbr ziemskich, łącznie z własną odzieżą i higieną osobistą. Jest raczej pogodnym samotnikiem, zamkniętym w sobie, jednak w paru przypadkach objawia się jego wielkie serce – choćby przez przygarnięcie sierot w Lecie Muminków. Jesienią zawsze opuszcza Dolinę Muminków i wyrusza na południe, by odwiedzić inne części świata. Jest najlepszym przyjacielem Muminka. Nosi wielki kapelusz i stary płaszcz, a najważniejszą rzeczą, jaką posiada, jest harmonijka. Występuje we wszystkich książkach poza Zimą Muminków (występuje jedynie we wspomnieniach Muminka) i Tatusiem Muminka i morzem. Nie występuje co prawda w Małych trollach i dużej powodzi, jednak zostaje tam wymieniony gatunek „włóczykije”. Występuje także w części komiksów Tove Jansson.
- Ryjek (Sniff) – syn Wiercipiętka i Groki, uwielbia błyskotki. Jest leniwy i tchórzliwy, trochę dziecinny. Został zaadoptowany przez rodzinę Muminków i wygląda zupełnie inaczej niż one. Występuje w Małych trollach i dużej powodzi, Komecie nad Doliną Muminków, W Dolinie Muminków, Pamiętnikach Tatusia Muminka i Opowiadaniach z Doliny Muminków oraz w komiksach Rabusie, Życie rodzinne, Nowe życie Muminków, Muminki i Marsjanie, Muminek i kometa i Złoty ogon Muminka.
- Panna Migotka (Snorkfröken) – jest bardzo romantyczna i dziewczęca. Jest ukochaną Muminka i przyjaciółką Małej Mi (choć są to dwa zupełnie różne charaktery). Wciąż marzy o idealnym księciu na białym rumaku[3]. Uwielbia biżuterię i swoje własne odbicie. Ma blond grzywkę i bransoletkę na lewej kostce. Fizycznie przypomina Muminki, jednak w przeciwieństwie do nich posiada cechę zmiany własnego koloru w zależności od nastroju. Występuje w Komecie nad Doliną Muminków, W Dolinie Muminków, Lecie Muminków, Zimie Muminków i Opowiadaniach z Doliny Muminków oraz we wszystkich komiksach Tove Jansson.
- Migotek (Snork) – brat Panny Migotki. Inteligentny, uwielbia porządek i dobrą organizację. Często urządza zebrania, których przewodniczącym mianuje sam siebie. Występuje w Komecie nad Doliną Muminków i W Dolinie Muminków. Nie występuje w komiksach Tove Jansson.
- Mimbla (Mymlan) – jest starszą siostrą Małej Mi. Spokojna, patrzy na świat z przymrużeniem oka. Występuje w Pamiętnikach Tatusia Muminka, Lecie Muminków, Zimie Muminków i Dolinie Muminków w listopadzie oraz w części komiksów.
- Paszczaki (Hemulerna) – spokrewnione ze sobą, są w większości roztargnionymi kolekcjonerami najróżniejszych przedmiotów – na przykład owadów i znaczków. Lubią przebywać w samotności, przeglądając, katalogując i kategoryzując na różne sposoby swoje kolekcje. Jednak występują wśród nich różnice – przykładem może być Paszczak-Narciarz, pojawiający się w Zimie Muminków, który zainteresowany był przede wszystkim uprawianiem wszelakich sportów, graniem na tubie i byciem duszą towarzystwa. Występują we wszystkich książkach poza Tatusiem Muminka i morzem. Wspólną cechą wszystkich Paszczaków jest rozumienie świata wyłącznie z własnego punktu widzenia, dlatego często nie potrafią nawiązać bliższych relacji z innymi bohaterami cyklu i są przez nich postrzegane jako dziwolągi.
- Filifionki (Filifjonkan, fin. Vilijonkka) – istoty bardzo zasadnicze, lubujące się w idealnym porządku, w czym podobne są do Paszczaków, choć nie są jak one roztargnione. Są zwolenniczkami sztywnych zasad, często opisywane jako surowe. Bardzo zwracają uwagę na opinię innych. I tu te zasady nie zawsze są prawdziwe – przykładem może być Filifionka, która bała się burzy (Opowiadania z Doliny Muminków) – nie znajdowała ona spokoju w idealnym porządku.
- Buka (Mårran) – podobna do ducha ciemnopurpurowa istota o potężnej posturze i bladych oczach, samotny wędrowiec, który zamraża ziemię gdziekolwiek się pojawi. Wzbudza powszechny strach, choć sama w sobie sprawia wrażenie bardzo smutnej. Tęskni za ciepłem, jednak sama w sobie wytwarza aurę zimna – w Zimie Muminków siada na ognisku, które od razu gaśnie. Występuje w W Dolinie Muminków, Pamiętnikach Tatusia Muminka, Zimie Muminków i Tatusiu Muminka i morzu i w części komiksów. Zostaje również kilka razy wspominana w Opowiadaniach z Doliny Muminków.
- Hatifnatowie (Hattifnattarna) – zawsze pojawiają się w grupach. Nikt tak naprawdę nie wie, skąd przychodzą ani dokąd zmierzają. O ich obecności świadczy wyczuwalna w powietrzu elektryczność. Podczas burzy świecą niezwykłym światłem. Wiadomo też, że wyrastają z ziaren wysianych w noc świętojańską. Występują we wszystkich częściach cyklu poza Zimą Muminków, Tatusiem Muminka i morzem i Doliną Muminków w listopadzie oraz w części komiksów. Nie pojawiają się bezpośrednio w Pamiętnikach Tatusia Muminka, ale są wspominani.
- Bobek (Stinky) – mały, brązowy i włochaty stwór, wydzielający nieprzyjemny zapach, skąd wzięła się jego oryginalna nazwa. Po raz pierwszy Bobek został narysowany przez Jansson w komiksie Rabusie stworzonym na potrzeby angielskiego czasopisma „The Evening News” w 1954 roku. W wersji literackiej tylko raz, w opowiadaniu pod tytułem Łobuz w Domu Muminków (szw. Skurken i Muminhuset) z 1980. Został tam zaprezentowany jako stary towarzysz podróży Tatusia Muminka, który pewnej nocy grasuje po Domu Muminków i czyni zamieszanie pośród jego mieszkańców.
- Too-tiki – dojrzała postać, zamieszkująca zimą kabinę kąpielową Muminków. Przyjaźni się z niewidzialnymi myszami, dobrze zna zwyczaje istot żyjących zimą. Jako jedna z nielicznych postaci współczuje Buce. Mimo zawłaszczenia kabiny kąpielowej utrzymuje z Muminkami raczej ciepłe relacje. Występuje w Zimie Muminków i Opowiadaniach z Doliny Muminków oraz w komiksach Muminki i morze i Muminki zostają marynarzami.
- Topik i Topcia (Tofslan och Vifslan)[a] – zagadkowe stworzonka, które wykradły Buce Królewski Rubin. Trochę wścibskie. Posługują się własnym językiem trudno zrozumiałym dla innych poza Paszczakiem, który podjął się roli ich tłumacza. Występują tylko w W Dolinie Muminków.
- Wuj Truj – zapomniał swojego imienia, więc wymyślił swoje własne. Podczas nieobecności Muminków i Małej Mi w ich domu przenosi się do niego, gdzie nawiązuje niezbyt udaną znajomość z Przodkiem, który okazuje się być jego odbiciem w lustrze. Występuje jedynie w Dolinie Muminków w listopadzie.
- Emma – woźna w teatrze na mieliźnie, przesądna i niezbyt sympatyczna. Jest szczurem teatralnym, prawdopodobnie spokrewniona z Filifionką. Występuje tylko w Lecie Muminków.
- Bufka – zakompleksiona histeryczka, marząca o wzbudzaniu aprobaty i podziwu. Ostatecznie znajduje pracę w teatrze jako aktorka. Występuje w Lecie Muminków i w komiksie Zabawa w udawanie.
- Tulippa – dziewczyna, która przebudziła się ze świecącego tulipana i towarzyszyła Ryjkowi, Muminkowi i jego Mamie w poszukiwaniu Tatusia Muminka. Występuje jedynie w Małych trollach i dużej powodzi.
- Fredrikson – przyjaciel i wielki autorytet Tatusia Muminka z czasów jego młodości, wynalazca i konstruktor, krewny Wiercipiętka, a co za tym idzie również Ryjka. Budowniczy „Symfonii Mórz” – statku o dość nietypowym napędzie, którym podróżuje wraz z Jokiem, Tatusiem Muminka i Wiercipiętkiem. Występuje jedynie w Pamiętnikach Tatusia Muminka.
- Edward olbrzym – olbrzymi potwór o dobrym sercu, znajomy Tatusia Muminka z czasów jego młodości. Pojawia się w Pamiętnikach Tatusia Muminka oraz w komiksie Muminki zostają marynarzami.
- Piżmowiec – cynik, wiecznie zirytowany samotnik, skrajny egoista. Występuje w Komecie nad Doliną Muminków i W Dolinie Muminków.
- Wiercipiętek – ojciec Ryjka i Nieboraka, mąż Groki, towarzysz podróży Tatusia Muminka z czasów jego młodości. Kolekcjoner guzików mieszkający w puszce po kawie. Występuje tylko w Pamiętnikach Tatusia Muminka.
- Jok – ojciec Włóczykija, samotnik i abnegat. Typ aspołeczny i pasożytniczy, jednak lubiany przez Tatusia Muminka i resztę załogi „Symfonii Mórz”, ponieważ zawsze zachowuje spokój i dystans do otoczenia. Pojawia się tylko w Pamiętnikach Tatusia Muminka. „Był taki jak ty, Włóczykiju – zawsze jakby trochę nieobecny, błądził gdzieś daleko myślami...” – Tatuś Muminka.
- Czarnoksiężnik – rozmiłowany we wszelkiego rodzaju kamieniach szlachetnych, właściciel czarnej pantery. Mimo samotnego trybu życia i posiadania tajemnych mocy potrafi znaleźć w sobie serce dla Topika, Topci i innych mieszkańców Doliny. Występuje tylko w W Dolinie Muminków.
- Homek Toft – jest bardzo nieśmiały i ma niezwykle wyczulone zmysły(po zapachu potrafi ocenić charakter i uczucia każdej osoby). Po odwiedzeniu Lasu Gniewu staje się spokojny i uważny. Jest jedyną osobą, która wita powracającą z Latarni Rodzinę Muminków. Występuje tylko w Dolinie Muminków w listopadzie. Nie może być w żadnym wypadku Homkiem z Lata Muminków, gdyż tamten był odważny (np. chwycił za szablę w niepewnej sytuacji w teatrze), oraz miał zwierzęce stopy i ogon. Toft natomiast posiada buty i nie ma ogona.
- Gapsa – na jej przykładzie świetnie widać ludzką obojętność i egoizm, aczkolwiek jest również dowodem na to, że w każdym siedzą ludzkie uczucia. Sąsiadka Filifionki, występuje w Opowiadaniach z Doliny Muminków i w komiksie Złoty ogon Muminka, zostaje wspomniana w Dolinie Muminków w listopadzie.
- Lodowa Pani – wraz z jej przybyciem do Doliny Muminków nastaje wielki mróz, zamraża każdą żywą istotę, na którą spojrzy. Pojawia się tylko w Zimie Muminków.
- Latarnik – zmęczony samotnością i bezcelowością swej pracy w latarni morskiej postanowił zostać rybakiem, jednak nie uczynił tego na długo. Pojawia się w Tatusiu Muminka i morzu i w komiksie Muminki i morze.
- Przodek – aktywny przede wszystkim zimą, wypuszczony przez Muminka z szafy w kabinie kąpielowej, zamieszkał później w piecu w domu Muminków. Jest jedynym mieszkańcem domu Muminków, który przebywa w nim w czasie akcji Doliny Muminków w listopadzie (nie pojawia się jednak bezpośrednio i jest tylko wspominany). Pojawia się również w Zimie Muminków.
- Ynk – pies, który przybył do Doliny Muminków jako jeden z „Zimowych Gości”. Jest marzycielem, który głęboko pragnie być wilkiem, choć posiada tak naprawdę duszę psa i brakuje mu odwagi. Jego marzenia zostają brutalnie zweryfikowane, kiedy o mało co nie zostaje pożarty przez watahę dzikich wilków. Został jednak uratowany przez Paszczaka-Narciarza. Występuje w książkach Zima Muminków i Niebezpieczna podróż oraz w komiksie Zabawa w udawanie.
- Mrówkolew – stwór o dość dziwnej budowie ciała. Mieszka w dziurze na plaży. Nienawidzi, gdy ktoś zasypuje mu jego dom. Gdy ktoś mu przeszkadza, zamierza go zjeść. Ostatecznie Muminek z Włóczykijem i Małą Mi wsadzili go do Czarodziejskiego Kapelusza i stał się małym niegroźnym stworkiem. Występuje w Małych trollach i dużej powodzi i w W Dolinie Muminków.
- Dzieci z Parku – gromadka małych sierot, które uwolnił Włóczykij z rąk uwielbiającego rygor małżeństwa – Dozorcy i Żony Dozorcy Parku. Do Parku przychodziły pobawić się. Włóczykij razem z Małą Mi powyrywał tabliczki z zakazami i powrzucał do morza, a potem porozrzucał nasiona Hatifnatów, aby zatrzymali Dozorcę. Ostatecznie częścią dzieci zaopiekowała się Emma, która założyła szkołę aktorską, reszta została zaadoptowana przez Filifionkę. Występują tylko w Lecie Muminków.
- Nini – dziewczynka, która tak bardzo się przestraszyła, że stała się niewidzialna. Przybywa do Doliny Muminków razem z Too-Tiki, aby przywrócić jej dawną postać. Tak też się dzieje, choć oczywiście nie od razu. Występuje tylko w Opowiadaniach z Doliny Muminków.
- Ti-ti-uu – mały stwór, któremu nadał imię Włóczykij, wracając z wyprawy. Występuje tylko w opowiadaniu Wiosenna piosenka w Opowiadaniach z Doliny Muminków.
- Gryzilepki – istoty towarzyskie, niecierpiące samotności. Wykopują kanały pod korytami rzek i zakładają tam kolonie. Zamiast nóżek mają przyssawki i zostawiają po sobie lepkie ślady. Jeden z Gryzilepków został na nieco dłużej pasażerem na gapę „Symfonii Mórz”, ku utrapieniu reszty załogi. Gryzilepki występują w Pamiętnikach Tatusia Muminka oraz w komiksach Muminek i kometa, Zima Muminków i Muminki zostają marynarzami.

W powieściach występuje wiele pomniejszych postaci, są one określane najczęściej jako „trolle” albo „leśne stworzonka”.

## Ekranizacje
Na motywach cyklu Muminki Tove Jansson powstało kilka seriali telewizyjnych oraz filmów pełnometrażowych. W Polsce najbardziej znanym serialem jest powstały w latach 1977–1982 w łódzkim studiu Se-ma-for serial Opowiadania Muminków oraz zrealizowany w latach 1990–1991 w międzynarodowej koprodukcji serial zatytułowany Muminki.
- Die Muminfamilie – Eine drollige Gesellschaft – Niemcy, 1959 (serial TV).
- Die Muminfamilie – Sturm im Mumintal – Niemcy, 1960 (serial TV).
- Moomin – Japonia, 1969–1970 (serial TV).
- Mumintrollet – Szwecja, 1969 (serial TV).
- New Moomin – Japonia, 1972 (serial TV).
- Mumindalen – Szwecja, 1973 (serial TV).
- Mumi-troll i kometa – ZSRR, 1978 (Film)
- Mumi-troll i drugie – ZSRR, 1978 (Film)
- Mumi-troll i kometa: Put domoy – ZSRR, 1978 (Film)
- Opowiadania Muminków – Polska/Austria, 1977–1982 (serial TV).
- Szczęśliwe dni Muminków – Polska, 1983 (Film)
- Zima w Dolinie Muminków – Polska, 1986 (Film)
- Muminki – Japonia/Finlandia/Holandia, 1990–1991 (serial TV).
- Kometa nad Doliną Muminków – Japonia/Holandia, 1992 (Film).
- Lato Muminków – Polska/Finlandia, 2008 (Film).
- Muminki w pogoni za kometą – Polska/Finlandia/Wielka Brytania, 2010 (Film).
- Muminki na Riwierze – Finlandia/Szwecja, 2014 (Film).
- Magiczna zima Muminków – Polska/Finlandia, 2017[4]
- Dolina Muminków – Finlandia, Wielka Brytania 2019

## Teatr
Muminki zostały również wystawione na deskach teatrów na całym świecie. W Polsce również doczekały się premiery wielu spektakli (m.in. sztuka „Lato Muminków czyli Wielki Teatr” wystawiona przez Teatr „Groteska” w Krakowie).

## Radio
Na motywach cyklu Muminki powstało wiele słuchowisk, m.in. Lato Muminków z muzyką Tadeusza Woźniaka oraz seria Świat Muminków którą czyta Mikołaj Müller.

## Muminki w komiksie
W 2005 roku Egmont Polska rozpoczął wydawanie czarno-białych komiksów o Muminkach, rysowanych przez samą Tove Jansson (i tłumaczonych przez Teresę Chłapowską). Są to około 100-stronicowe tomy w poprzecznym formacie, zawierające po dwie, lub trzy zamknięte historie. Wydane dotychczas albumy:
1. Nowy dom Muminka (2005)
2. Muminki i morze (2005)
3. Wyspa Muminków (2006)
4. Muminki i Marsjanie (2006)
5. Tatuś Muminka i szpiedzy (2006) – współautor Lars Jansson
6. Muminki na Riwierze (2006)
7. Zabawa w udawanie (2006)
8. Lampa Muminka (2007) – współautor Lars Jansson

Kompletna lista dwudziestu dwóch komiksów o Muminkach, znajduje się w sekcji Tove Jansson.
Wcześniej, w latach 1993–1994 publikowane były w Polsce komiksy oparte na japońskich kreskówkach. Ich wydawcą był najpierw nieistniejący już TM-Semic, a od 2000 roku – Egmont Polska. Całość liczyła dwanaście odcinków. Po dwunastym numerze ponad dziewięćdziesiąt procent objętości numeru zajęły gry, konkursy i łamigłówki dla dzieci, przekształcając ten tytuł w magazyn dla najmłodszych. Komiksy drukowane były na licencji Moomin Caracters i Telecable Benelux.
Twórcą komiksów o Muminkach, wydawanych przez Carlsen Comics w latach 1991–1999, był także duński rysownik Mårdøn Smet.